# ゆっちゅとめっぴとほしのゆうえんち
『ゆっちゅとめっぴとほしのゆうえんち』は、アニメーターの橋本晋治著・イラスト、スタジオジブリ編集の絵本である。
なお、作品中に登場する「ゆっちゅ」「めっぴ」「エチュー」は、富山の放送局・北日本放送（KNB）のマスコットキャラクターである。